# Тересі
Тере́сі (рос. Тереси, чув. Тереç) — присілок у Чувашії Російської Федерації, у складі Орінінського сільського поселення Моргауського району.
Населення — 131 особа (2010; 150 в 2002, 174 в 1979; 186 в 1939, 145 в 1926, 175 в 1897, 264 в 1858).

## Історія
Історична назва — Терес. Утворився як виселок присілку Велика Ачкарень (Москакаси), потім як околоток села Ахманеї. До 1866 року селяни мали статус державних, займались землеробством, тваринництвом, виробництвом борошна. На початку 20 століття діяли 2 водяних млини.1931 року створено колгосп «Червоний Жовтень». До 1920 року присілок перебував у складі Татаркасинської волості Козьмодемьянського, до 1927 року — у складі Чебоксарського повіту. 1927 року присілок переданий до складу Татаркасинського, 1939 року — до складу Сундирського, 1951 року — до складу Моргауського, 1959 року — повернуто до складу Сундирського, 1962 року — до складу Чебоксарського, 1964 року — до складу Моргауського району.